# Munitionsbrandklasse
Munitionsbrandklassen klassifizieren die Gefährlichkeit von Munition und Sprengstoffen hinsichtlich einer unbeabsichtigten Massenexplosion.

## Klassifizierung
Bei den Streitkräften wurden Munition und Sprengmittel nach der Zentralen Dienstvorschrift ZDv 34/240 der Bundeswehr in vier Munitionsbrandklassen eingeteilt, welche die Brandklassen für allgemein brennbare Stoffe ergänzen. Die Lagerstätten, in denen diese Explosivstoffe bevorratet werden, sind entsprechend gekennzeichnet. Die Klassifizierung wird auch in der NATO und den Streitkräften der Vereinigten Staaten auf Basis der Defense Explosives Safety Regulation (DESR) 6055.09 des Verteidigungsministeriums der Vereinigten Staaten angewendet.
Die vier Munitionsbrandklassen weisen auf die Explosionsfähigkeit der gelagerten Stoffe, der von ihnen ausgehenden Hauptgefahr und der Wirkung hin. Die Gruppierung entspricht den Unterkategorien der Klasse 1 der Gefahrgutklassen für Explosivstoffe.
| Symbol | Brandklasse | Hauptgefahr                                                 | Gefahrgutklasse |
| ------ | ----------- | ----------------------------------------------------------- | --------------- |
|        | 1           | Massenexplosion                                             | 1.1 und 1.5     |
|        | 2           | Explosion, Splitter/Wurfstücke                              | 1.2 und 1.6     |
|        | 3           | Großfeuer, geringe Druckwirkung, wenige Splitter/Wurfstücke | 1.3             |
|        | 4           | Kleinbrand, keine Druckwirkung, keine Splitter/Wurfstücke   | 1.4             |

## Handlungsempfehlungen
Die Kennzeichnung dient der Feuerwehr und anderen Einsatzkräften oder Ersthelfern zur Abschätzung der bestehenden Gefahren innerhalb eines Lagers und bietet Empfehlungen zur Brandbekämpfung – soweit empfohlen. Die einzelnen Packstücke können zusätzlich durch Angabe der Gefahrenklasse gemäß dem global harmonisierten System zur Einstufung und Kennzeichnung von Chemikalien gekennzeichnet sein.
Für die Feuerwehr fallen alle Arten von Sprengstoffen und militärische Anlagen und Bereiche, in denen Munition und/oder Kampfstoffe vorhanden sind in die Gefahrengruppe IIIC. Ein zuständiger und sachkundiger Militärangehöriger muss anwesend sein, bevor die Einsatzstelle betreten werden darf. Ohne dessen Anwesenheit darf der Bereich der Gefahrengruppe IIIC auch nicht zur Rettung von Menschenleben betreten werden.
| Munitionsbrandklasse | Handlungsempfehlungen und Hinweise |
| -------------------- | --- |
| 1                    | 1. Brandbekämpfung nur wenn ein Rettungsversuch geplant ist. 2. Bei geeignetem Abstand und Freigabe durch Führungsperson ist eine Brandbekämpfung erlaubt. 3. Bei persönlicher Gefährdung in Deckung gehen. |
| 2                    | 1. Alarm auslösen und versuchen, Entstehungsbrände zu löschen. 2. Feuer bekämpfen oder wenn nicht möglich, die Ausbreitung verhindern. 3. Für Schutz vor herumfliegenden Splittern durch Detonation sorgen. |
| 3                    | 1. Wenn keine Explosivstoffe direkt beteiligt sind, kann das Feuer bekämpft werden. 2. Bei Phosphormunition wird Rauch freigesetzt - Phosphormunition kann explodieren. - Phosphor in Wasser eintauchen oder kontinuierlich mit Wasser besprühen. 3. Bei Bränden mit Hexachlorethan und Brandsätzen im Frühstadium trockenen Sand oder trockenes Pulver verwenden. 4. Bei Bränden mit Pyrotechnik und Magnesium-Brandsätzen: - Benachbarte Einrichtungen und Geräte schützen. - Keine Kohlenstoffdioxid-, Halon- oder Wasserlöscher auf oder in der Nähe von Munition verwenden. - Magnesium abkühlen lassen, es sei denn, es befindet sich auf brennbarem Material. In diesem Fall eine 5 cm dicke Schicht trockenen Sand oder Pulver auf dem Boden auftragen, das brennende Material auf diese Schicht harken und erneut ersticken. |
| 4                    | 1. Brandbekämpfung 2. Mit kleineren Explosionen und heißen Splittern rechnen. |

## Symbol
Die Gestaltungsvorschriften sehen vor, dass die Warnsymbole in einer vorgegebenen Größe benutzt werden (so dass sie gut auch aus größerer Entfernung erkennbar sind) und nur auf Türen oder Schränken in Innenräumen die halbe Größe zulässig ist. Die Höhe für das Symbol der Klasse 1 soll beispielsweise 610 mm betragen (bzw. die Hälfte).
Für die Hintergrundfarbe ist gemäß Federal Standard 595C Nummer 12246 (safety orange) vorgegeben und für die Schrift Farbnummer 17038 (black).